# Калленбах, Франц
Франц Йозеф Калленбах (нем. Franz Joseph Kallenbach; 1893—1944) — немецкий миколог.

## Биография
Франц Йозеф Калленбах родился 21 августа 1893 года. Учился в Семинарии Эрнста Людвига в Бенсхайме, затем преподавал в Дармштадте. Франц Калленбах был специалистом по грибам из семейства Болетовые, также изучал гниль, вызываемую домовым грибом (Serpula lacrymans). Монография Калленбаха, посвящённая болетовым, была издана в книге Reihe Die Pilze Mitteleuropas («Грибы Центральной Европы»). Иллюстрации к этой работе создала жена Франца, Мария Калленбах. Калленбах был членом Микологического общества Германии. Франц Йозеф и Мария Калленбах погибли 11 сентября 1944 года во время британских бомбардировок Дармштадта.

## Некоторые научные работы Ф. Калленбаха
- Kallenbach, F. (1924). «Boletus sulphureus Fries forma silvestris». Annales Mycologici 22: 410—414.
- Kallenbach, F. (1929). Die Pilze Mitteleuropas, Band 1, Die Röhrlinge (Boletaceae). 158 pp.